# Caíd

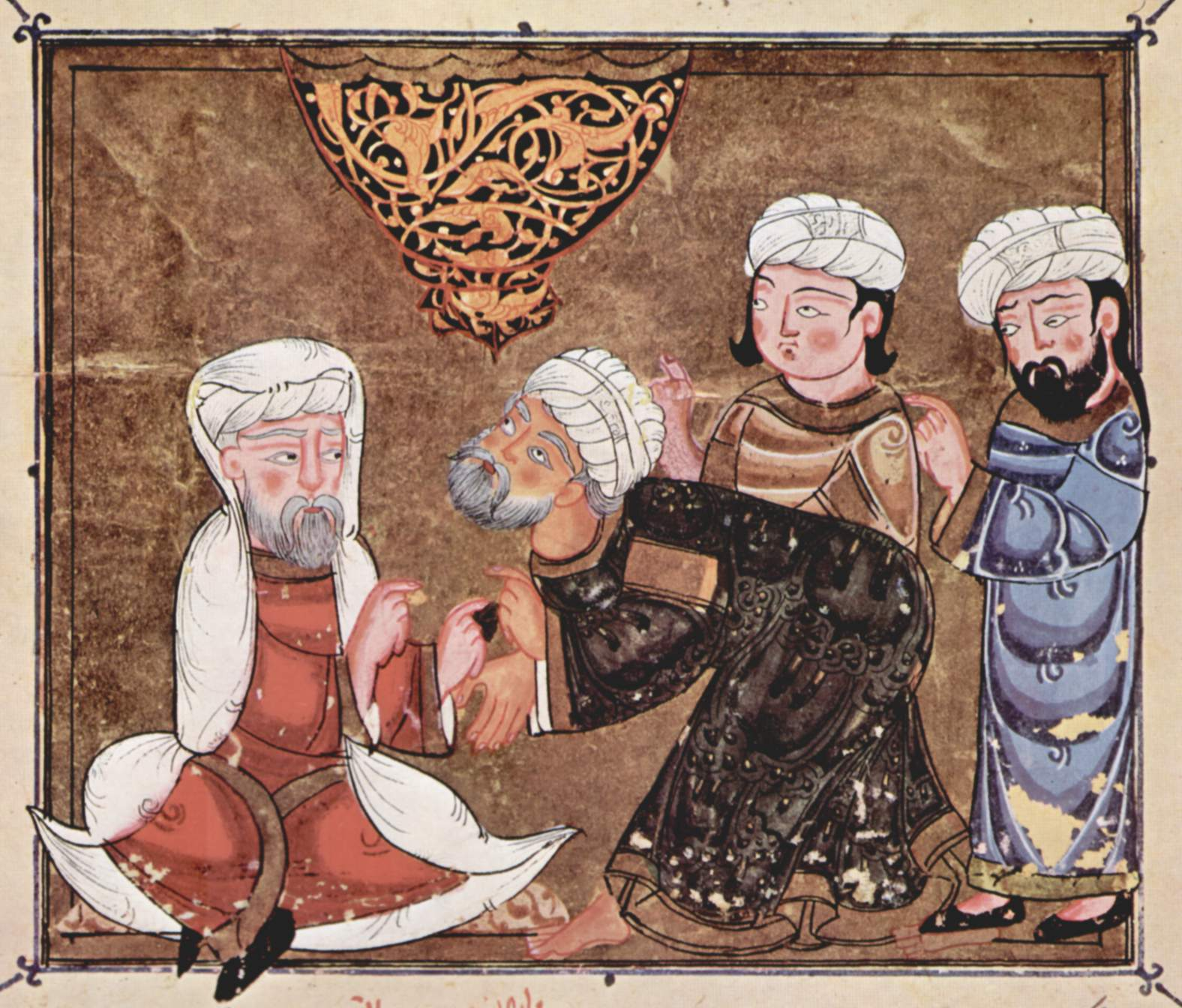
Abû Zayd implora una sentencia justa frente al caíd de Ma'arra (1334).

Caíd (del francés caïd y este del árabe, قائد, qā‘id) es el término árabe referente al gobernador de los territorios del Norte de África y Al-Ándalus.
La palabra caíd significa líder, guía o caudillo, viene de qiyāda (liderazgo, guía). A veces se confunde con la palabra cadí, por la similitud del término castellanizado, pero provienen de raíces diferentes (cadí, qāḍī, قاضي) pues un cadí es un juez, un magistrado, y el caíd solía ejercer de gobernador de la ciudad musulmana, o una función de carácter militar, especialmente en zonas de frontera.
Del término caíd procede «alcaide», que era el funcionario designado por el rey para la defensa de una fortaleza durante la Edad Media. Posteriormente, su significado vino a derivar en el funcionario a cargo de la administración de una posesión real. Modernamente, es un funcionario a cargo de la administración de una cárcel.
Los caídes disfrutaban de gran respeto entre la población, pues eran principalmente los encargados de mantener el orden y la defensa de los habitantes en las ciudades.

## Uso contemporáneo
El nombre del grupo terrorista Al Qaeda proviene de la misma raíz, aunque no tiene la misma acepción, pues son derivaciones diferentes de la raíz q-w-d. La expresión total, القاعدة, al-Qā‘ida, significa «la base».